# Sotto corte marziale
Sotto corte marziale (Hart's War) è un film del 2002 diretto da Gregory Hoblit, con Bruce Willis e Colin Farrell, tratto dall'omonimo romanzo di John Katzenbach.

## Trama
Thomas Hart, studente di legge a Yale e figlio di un senatore del Congresso, si arruola nell'esercito americano durante la seconda guerra mondiale. Dislocato in Belgio durante la battaglia delle Ardenne, durante un'imboscata viene fatto prigioniero dai tedeschi, interrogato brutalmente e costretto a rivelare informazioni militari. Dopo un tribolato viaggio in treno, durante il quale dei caccia americani colpiscono il convoglio, viene mandato in un campo di prigionia a Hemer (Stalag VI-A). Qui il colonnello McNamara, l'ufficiale americano più alto in grado fra i prigionieri, diffida subito di Hart, capendo al volo che questi, dopo soli tre giorni di interrogatorio ha ceduto.
Su ordine di McNamara, Hart viene alloggiato nelle baracche della truppa, invece che in quella degli ufficiali. Poco tempo dopo arrivano al campo altri due prigionieri, due piloti neri, che, seppure ufficiali, vengono anch'essi alloggiati nelle baracche della truppa e la loro custodia viene affidata al tenente Hart. I due neri vengono malvisti dal resto della truppa tanto da far trovare un'arma da taglio nella branda di uno dei due che verrà perciò sommariamente fucilato dai tedeschi. Nei giorni seguenti, un aereo abbattuto in combattimento precipita nel campo e devasta la baracca adibita a teatro e la stessa notte viene ucciso il sergente americano che aveva incastrato il nero. Immediatamente viene accusato della vendetta il suo compagno, il tenente Lincoln Scott.
Il colonnello McNamara chiede un regolare processo secondo la corte marziale e incarica il giovane avvocato di occuparsi della difesa. Il comandante del campo di prigionia, il colto e disincantato colonnello Werner Visser, laureato  all'università di Yale nel '28 e veterano della Grande Guerra, appare divertito da questa situazione e accetta di prestare la sua disponibilità per la buona riuscita del processo, tanto da aiutare lo stesso Hart, prestandogli personalmente una copia del manuale di procedura penale militare di guerra americano. Ben presto Hart si renderà conto però che il processo è in realtà un diversivo per distrarre i tedeschi e consentire la fuga di 35 prigionieri americani dal campo. Infatti, il colonnello McNamara non si era mai arreso all'idea di non poter più contribuire alla lotta contro il nemico e da tempo stava realizzando un tunnel che, partendo dalla parte del teatro poi resa inagibile dall'aereo precipitato, avrebbe portato all'esterno del campo. Da lì, l'obiettivo era sabotare la vicina fabbrica di armi tedesca cui lavoravano i prigionieri sovietici del campo e che l'esercito americano considerava erroneamente una semplice fabbrica di scarpe. La caduta dell'aereo proprio sul teatro aveva distrutto la copertura della missione, che era la piccola compagnia teatrale destinata a dissimulare i lavori del tunnel.
Hart arriverà a individuare l'assassino proprio nel colonnello McNamara, il quale gli spiegherà come, dal suo punto di vista, la morte del sergente, che faceva affari con le guardie del campo in cambio di informazioni sulle attività dei prigionieri, aveva lo scopo di salvare tante vite americane, così come Scott dovrà essere sacrificato per coprire la fuga dei compagni. Hart rimane profondamente turbato: non può accettare che venga giustiziato l'aviatore, ma capisce anche che la missione del colonnello non può essere sabotata. Dopo aver parlato con Scott, capisce che anche l'aviatore è pronto a sacrificare la propria vita per la missione. In ultimo, è lo stesso Hart che si autoaccusa dell'omicidio, proprio quando ormai i 35 americani hanno lasciato il campo. Ma dopo poco i soldati tedeschi scoprono la fuga e il comandante del campo si prepara a far giustiziare tutti i partecipanti al processo che erano rimasti al campo, benché fossero per lo più totalmente all'oscuro di tutto. Inaspettatamente, però, il colonnello McNamara si presenta all'entrata del campo, consegnandosi al colonnello Visser e assumendosi tutta la responsabilità dell'accaduto, salvando così la vita a molti dei suoi uomini, ma perdendo la propria.

## Produzione
La storia scritta da John Katzenbach si basa sulle esperienze dirette di suo padre, prigioniero di guerra durante il secondo conflitto mondiale.
Gli attori Edward Norton e Tobey Maguire erano stati contattati per il ruolo principale, ma hanno rifiutato la parte.
Il regista Alfonso Cuarón, chiamato a dirigere la pellicola, ha abbandonato il progetto per dedicarsi alla realizzazione di Y tu mamá también - Anche tua madre.

## Accoglienza
Il film ha incassato 19077641 $ negli Stati Uniti e 13209403 $ nel resto del mondo, per un totale di 32287044 $.